# لويس ماس
لويس ماس (بالإسبانية: Lluís Mas)‏ (و. 1989  م) هو راكب دراجة هوائية إسباني، ولد في لاس ساليناس، شارك في طواف إسبانيا، وطواف إسبانيا 2014.

## روابط خارجية
- لويس ماس على موقع الاتحاد الدولي للدراجات (الإنجليزية)
- لويس ماس على موقع أرشيف الدراجات (الإنجليزية)
- لويس ماس على موقع إحصائيات الدراجات الإحترافية (الإنجليزية)
- لويس ماس على موقع نسبة الدراجات (الإنجليزية)
- لويس ماس على موقع CycleBase (الإنجليزية)